# 布盧明頓鎮區 (巴特勒縣)
布盧明頓鎮區（英語：Bloomington Township）為位在美國堪薩斯州巴特勒縣的鎮區。2010年美国人口普查中該鎮區人口有535人。

## 歷史
布盧明頓鎮區於1872年設立。

## 地理
布盧明頓鎮區涵蓋面積93.26平方（36.01平方英里），境內無城鎮設立。

### 墓園
根據美國地質調查局的資料，此鎮區僅有1座墓園：
- 博格爾墓園（Bogle Cemetery）

### 溪流
通過此鎮區的溪流有：
- 希科里溪（Hickory Creek）

## 人口統計
根據2010年美國人口普查，布盧明頓鎮區人口有535人，人口密度為5.73人/平方公里。種族方面，94.58%為白人；0.56%為非裔美洲人；1.31%為美洲原住民；0.37%為亞洲人；0.37%為太平洋島民；0%為其他種族；另外有2.8%為兩個或以上的種族。而西班牙裔美國人或拉丁美洲人佔該鎮區人口的2.8%。

## 外部連結
- City-Data.com （页面存档备份，存于）